# Sociální skupina
Sociální skupina je sociálně-psychologický pojem označující sociální útvar, o němž platí:
1. je tvořen dvěma nebo více osobami, hrajícími vzájemně se doplňující a podmiňující role;
2. skládá se z částí, které mají strukturální či funkční význam, což je odděluje od samotných jedinců i od náhodného shromáždění osob;
3. členy skupiny spojuje vzájemná komunikace, normy, vzájemná očekávání a společně vykonávaná činnost;
4. členové mezi sebou mají emocionální vazby;
5. členové skupiny jsou na sobě vzájemně závislí a mají jistou identitu se skupinou;
6. členové jsou v pravidelné interakci;
7. členové se sami za skupinu považují.

Skupiny lze odlišit od jiných sociálních útvarů, jako sociálních agregátů (=seskupení; budí dojem celku jen navenek - spojují je pouze tzv. situační okolnosti - fyzická blízkost, vykonávání stejné činnosti (př. čekání na tramvaj)), sociálních kategorií (uskupení lidí, kteří mají společný nějaký znak - př. věk, povolání, pohlaví), davu a publika, ale také od společenské třídy, lidu či národa.

## Sociologie jako věda o sociálních skupinách
Sociálním skupinám se věnuje sociologie především na začátku 20. století. Skupinami se zabývají ve svých pracích např. F. Tönnies a G. Simmel. Významnou pozornost sociálním skupinám věnovala Chicagská škola, Charles Horton Cooley zavádí pojem primární skupina, R. E. Park a E.W. Burgess rozšiřují koncept o skupiny sekundární.
W.G. Sumner zavedl na počátku 20. století rozlišení členských (vlastních) skupin a cizích skupin. Na něj navazuje R. K. Merton se svojí teorií referenčních skupin.

## Skupinová struktura a kompozice skupiny
Skupinová struktura označuje vnitřní uspořádání členů skupiny. Vytváří se již v procesu vzniku skupiny, kdy se formulují jednotlivé vztahy mezi členy skupiny. Výsledkem je tak typický systém skupiny, jakási hierarchie, kdy na každého člena připadá určité postavení, status, role. Se skupinovou strukturou úzce souvisejí další důležité pojmy jako skupinové normy, kohezivita a skupinový status (viz Další klíčové pojmy)
Kompozice skupiny poukazuje na význam faktu, že každý jedinec ve skupině dominuje určitými vlastnostmi a charakteristikami (věk, pohlaví, vzdělání, atd.), které mohou ovlivnit jednak procesy probíhající ve skupině a také vztahy ve skupině. Podobnost jedinců totiž podporuje vznik skupiny a je důležitou při procesu skupinové socializace.

## Vývoj skupiny
Každá skupina nezávisle na svém charakteru prochází od doby svého vzniku až po zánik přibližně stejnými vývojovými fázemi (Tuckmanova koncepce):
1. Formování (vzájemné seznamování se, jistá míra nejistoty a úzkost členů)
2. Bouření (snaha členů prosadit sebe a své hodnoty, dochází ke konfliktům)
3. Normování (snaha přenést se přes konflikty, mnohdy cestou domluvy na jasnějších pravidlech; vytváří se postoje, hodnoty a očekávání, která jsou již sdílená celou skupinou)
4. Optimální výkon (kolektivní řešení problémů, vykonávání skupinových úloh; chování mezi členy na základě rolí)
5. Ukončení (uvolnění se ze sociálních a emocionálních vazeb a následný rozchod členů skupiny)[1]

## Socializace jedince ve skupině
Společně s vývojem skupiny jako celku se vyvíjí i pozice jedince ve skupině. Pro tento vývoj je nejznámější teorie skupinové socializace (R. L. Moreland, J. M. Levin, 1982, 1994):
1. proces hodnocení (snaha jedince i skupiny odhadnout hodnotu druhé strany tak, aby byl vzájemný vztah ve výsledku co nejvíce výhodný pro obě strany)
2. proces tvorby závazků (vznikají různě silné závazky v závislosti na výsledku procesu hodnocení)
3. proces změny rolí (v závislosti na změně závazků jedince a skupiny (snížení či zvýšení) dojde zároveň k posunu role jedince ve skupině - změní se jeho vztah ke skupině)[1]

## Klasifikace skupin
Skupiny lze klasifikovat podle:
- velikosti (malá, střední, velká)
  - v sociologii nejčastěji hovoříme o sociální skupině jako o seskupení nejméně tří osob – mezi třemi členy už pozorujeme interakci na úrovni sociální skupiny
  - malá skupina má 3 – 19 členů, velká 20 – 39, ale každá skupina je jiná a její charakteristika se odvíjí hlavně od sociálních interakcí, které ve skupině probíhají
  - pro malou skupinu jsou typické blízké vztahy a interakce mezi všemi členy
  - ve velké skupině interakce neprobíhá mezi všemi členy a vztahy mezi členy nejsou důvěrné[3]
- vztahů ve skupině (primární, sekundární)
  - každá primární skupina má malý počet členů, je založena na bezprostřední interakci a důvěrných vztazích, není účelová (účelem je uspokojení emocionálních potřeb) a je stálá – např. rodina
  - sekundární skupina se vyznačuje neosobními vztahy a je nástrojem k dosažení předem daného cíle – např. politická strana[4]
- trvání (dočasná, stálá)
  - existují skupiny krátkodobé a dlouhodobé, přičemž při zařazení skupiny z hlediska jejího trvání vždy záleží na volbě časové jednotky (minuty, dny, …)
  - dlouhodobou skupinu, která se v průběhu let nemění, můžeme nazvat také skupinou trvalou (např. rodina)
  - skupina, která se váže k určité situaci, se nazývá situační a může být jak krátkodobá, tak dlouhodobá
- formy přístupu (otevřená, uzavřená)
  - liší se v propustnosti svých hranic – u uzavřené skupiny můžeme například očekávat, že vstup do uzavřené skupiny bude obtížnější než vstup do skupiny otevřené
- míry formálnosti
  - odvíjí se od velikosti skupiny, s její velikostí roste potřeba organizování a může dojít ke vzniku formální organizace[5]
  - základem neformální skupiny jsou primární vztahy, existuje zde emocionální uspokojení a loajalita
  - primární vztahy a další prvky neformální skupiny se ale mohou objevit mezi členy formální organizace a některých případech chod organizace narušit[6]

- míry rozhodování (dobrovolné, povinné)
- základu utvoření (spontánní, záměrná)

## Postavení členů ve skupině
Všichni členové nemají ve skupině stejné postavení. Pozice i obliba jedinců ve skupině se v průběhu času může měnit.
Členové:
- Velmi oblíbení
- Oblíbení
- Akceptovaní
- Odmítaní

Vedoucí skupiny:
Má schopnost organizovat, ovlivňovat průběh a výsledky společné činnosti. Vystupuje jménem skupiny.

## Funkce ve skupině
Malé sociální skupiny mají také širokou škálu funkcí a vlastností uvedených v následujícím seznamu :
- Stabilita
- Integrace
- Atraktivita
- Autonomie
- Velikost
- Soudržnost
- Homogenita - heterogenita
- Kapacita

## Skupinová dynamika
V každé skupině existuje a funguje systém různých hnacích sil. Systém sil který ovlivňuje skupiny a skupinové procesy se nazývá skupinová dynamika. Skupinová dynamika se skládá z mnoha prvků, které se rozvíjejí a navzájem se ovlivňují.
Základními prvky skupinové dynamiky jsou:
- Cíle a normy
- Směr a management, motivace a stimulace
- Interakce a komunikace
- Podskupiny
- Struktura a složení skupiny
- Postavení a role
- Rozvojová etapa skupiny, historie skupiny
- Atmosféra ve skupině
- Soudržnost a napětí

Skupinová dynamika je tvořena interakcí členů skupiny, osobnostmi jednotlivých členů a vztahy, které zakládají. Podstatou skupinové dynamiky je vliv interakcí a vztahů na členy skupiny. Skupinová dynamika může vést ke změně v chování a prožívání skupiny, pozměňující chování a prožívání členů skupiny.

## Další klíčové pojmy
Skupinové normy jsou pravidla dodržovaná (nedodržovaná) skupinou, vytvořená na základě očekávání, jak by se měli jednotliví členové skupiny chovat. Vztahují se na každého člena skupiny, zároveň však určují odlišná postavení jedinců ve skupině a způsob, jak se k nim ostatní mají chovat. Prostředkem k zabezpečení dodržování těchto pravidel jsou sankce, a to pozitivní v podobě odměn (vyjádření souhlasu, uznání), či negativní jako například verbální útoky, fyzické napadení či vyloučení ze skupiny.
- “in - group” normy - regulují chování členů skupiny vůči sobě, respekt k ostatním jedincům a hodnotám ve skupině
- “out - group” normy - upravují to, jak se bude skupina prezentovat navenek, jako je chování na veřejnosti či přiznání členství ve skupině (přiznání člena skupiny, že je členem, na veřejnosti)

Kohezivita ukazuje, jak moc je skupina sjednocená, stmelená a soudržná. Míra kohezivity má pak vliv na pevnost a stabilitu skupiny.
Skupinový status je formulován jako míra autority a uznání, kterou má jedinec ve skupině vůči ostatním členům. Každý jedinec nese určitý skupinový status, čímž vzniká statusový systém skupiny, jakési rozdělení moci ve skupině.
Sociální role je očekávání, které má skupina na určitou osobu ve skupině. Sociální role určuje, jak se má daný jedinec ve skupině chovat podle toho, jaká role mu byla přidělena (př. pokladník, nováček, vůdce).
Sociální interakce je proces, kdy chování jednoho jedince podněcuje chování jedince druhého, vzájemně na sebe reagují a vytvářejí tak řetěz podnětů a reakcí.
Skupinová inkluze je proces, při němž se jedinec integruje ve skupině. Inkluze probíhá ve třech fázích:
1. jedinec skupinu pozoruje
2. jedinec přemýšlí o vstupu do skupiny
3. jedinec se zapojuje do chodu skupiny a učí se jednat dle skupinových pravidel[8]

Sociální percepce neboli vnímání ostatních lidí je důležitou složkou sociálních interakcí, jelikož nám umožňuje vytvořit si jakýsi obraz o druhém člověku, např. odhadnout jeho myšlenky, předvídat jeho reakce apod.
Sociální exkluze je sousloví označující vyloučení jedince ze skupiny za účelem snížení napětí ve skupině a udržení skupinové soudržnosti.